# Нарис, Арманд
Арманд Нарис (эст. Armand Naris; 6 октября 1988, Таллин) — эстонский футболист, защитник.

## Биография
Воспитанник клуба «Флора» (Таллин). Взрослую карьеру начинал в составе «Лелле СК» в низших лигах Эстонии. В ходе сезона 2005 года перешёл в «Тулевик» (Вильянди). Дебютный матч в высшей лиге Эстонии сыграл 24 июля 2005 года против «Меркуура», заменив на 80-й минуте Мартина Хурта. Первый гол в элите забил 25 октября 2006 года в ворота «Вапруса». Всего за шесть сезонов в составе «Тулевика» сыграл 100 матчей и забил 8 голов в высшей лиге.
С 2011 года более десяти лет играл за клубы низших лиг Эстонии — «Нымме Калью-2» (Таллин), «ХЮЙК Эммасте», «Виймси», «Ретро» (Таллин), «Пайде-3». В начале 2010-х годов также выступал в мини-футболе (футзале) за второй состав таллинского клуба «Аугур» в высшей и первой лигах Эстонии.
Вызывался в молодёжную сборную Эстонии (до 21 года), где провёл не менее 5 матчей.